# セラチオペプチダーゼ
セラチオペプチダーゼ（英: Serratiopeptidase、セラペプターゼ　英: Serrapeptase　とも）は、消炎酵素製剤の一つである。1968年から武田薬品工業より「ダーゼン」の商品名で販売されていたが、再評価の結果、プラセボと比較して有効性が確認できないとして2011年に販売を中止し、自主回収された。

## 開発の経緯
酵素の医薬品への応用は19世紀末より行われ、麦芽ジアスターゼやパンクレアチンが実用化された。武田薬品工業（以下、タケダと表記）研究者の友田勝巳、磯野正雄らは1960年代より微生物のプロテアーゼの医薬への応用の研究に着手。ヒイロタケが酸性プロテアーゼを分泌することを見出し、消化酵素製剤としての開発に成功した。次いで、中性・アルカリ性プロテアーゼの開発を計画した。一方、アメリカの研究者アービング・インナーフィールドらは血栓性静脈炎にトリプシンを投与することにより消炎効果が生じることを見出し、微生物プロテアーゼを抗炎症薬に応用する機運が高まった。スクリーニングの過程で、発酵研究所の児玉礼次郎がカイコの腸内から分離したセラチア属のE15菌が、ミルクカゼインおよび大豆粕を主成分とする液体培地で、25℃で18時間振蕩培養すると、ある種のプロテアーゼを培地中に多量に分泌することを発見。分子量約6万、活性の発現に亜鉛を必須とする金属プロテアーゼで、トリプシンやキモトリプシンに比べ強いプロテアーゼ活性を有するとともに、炎症のケミカルメディエーターであるブラジキニンに対しても強い分解活性を示した。体内においては他の酵素により分解されず、一般的なタンパク質に見られる抗原抗体反応を示さないという大きな特徴が明らかになった。ラジオイムノアッセイ法による測定では、腸管から体内に吸収されることが明らかになった。ウサギを使用した動物実験では痰の濃度の有意な低下がみられ、喀痰排出の改善が確認された。
E15菌について詳細な培養条件の検討や菌株の育種改良を行い、酵素の生産力価を高めたのち発酵槽で深部培養により行われた。次いでその培養物を除菌後、硫酸アンモニウム分画沈殿法およびアセトン分画沈殿法を連続して行い、さらに厳重な無菌濾過、凍結乾燥をすることにより、自己消化を起こすことなく純度80%以上の酵素標品を製造することに成功した。こうして調整された酵素はセラチオペプチダーゼ（略称 TSP）と命名された。
1960年代から1970年代前半にかけて、セラチオペプチダーゼと同じく蛋白分解酵素であるプロナーゼ、ブロメライン、セアプローゼS、多糖類分解酵素の塩化リゾチームや核酸分解酵素のストレプトドルナーゼ、プラスミノーゲンプロアクチベーター活性化因子のストレプトキナーゼなどが相次いで開発された。しかし、その後1980年代にかけては酵素製剤の開発は進展しなかった。

## 医薬品概要
2011年時点で、タケダから「ダーゼン5mg錠」「ダーゼン10mg錠」「ダーゼン顆粒1%」が販売されていた。消炎酵素製剤は粘液溶解剤などに比べて効き目がマイルドで、気管支炎や気管支喘息患者に対する去痰薬や、手術後や外傷患者に対する腫れの緩和に使われた。2009年度の販売実績は、約67億円であった。日医工、沢井製薬、東和薬品、大洋薬品工業、田辺製薬販売、共和薬品工業、ニプロファーマからも後発医薬品が販売されていた。1989年に、ダーゼンの副作用とみられるスティーブンス・ジョンソン症候群が確認されている
2011年時点でアメリカ・カナダでは承認がなく、フランス、ドイツ、イタリアでは承認があるものの、フランスでは販売実績がなかった。

### 販売中止へ
1995年に行われた再評価に基づき、慢性気管支炎および足関節捻挫患者に対する有効性を確認する臨床試験が実施されたが、プラセボとの比較において有意差を示す結果が得られなかった。2011年1月19日に開かれた厚生労働省の薬事・食品衛生審議会医薬品再評価部会はタケダに対し、現在の医療環境における有効性を検証する再試験を指示したが、最終的に有効性を証明することが困難であると判断し、自主回収を決定した。
本剤と同じく去痰薬として広く使われたリゾチーム、気管支喘息の治療に用いられたプロナーゼについても医療上の有用性が確認できないとして、2016年に自主回収された。これにより、消炎酵素の内服薬は2016年10月をもってすべて薬価収録から外れた。